# 山﨑泰大
山﨑 泰大（やまざき やすひろ、1953年（昭和28年）4月30日 - ）は、日本の政治家。東京都武蔵村山市長（2期）。

## 来歴
東京都北多摩郡村山村(村山町を経て、現武蔵村山市)生まれ。武蔵村山市立第二小学校、武蔵村山市立第一中学校、東京都立多摩高等学校を経て、帝京大学法学部卒業。1978年（昭和53年）4月、武蔵村山市役所に入庁。2010年（平成22年）7月、武蔵村山市副市長に就任。
2021年（令和3年）2月3日、武蔵村山市長の藤野勝ががんのため死去。同日、職務代理者に就任。同年3月14日告示、3月21日に行われるはずだった武蔵村山市長選挙に自由民主党・公明党の推薦を受けて立候補し、無投票により初当選した。
2025年（令和7年）3月16日に行われた武蔵村山市長選挙では、無所属で新人のAIメイヤー4号を破り再選。投票率は22.15%だった。